# Hostinec U koule

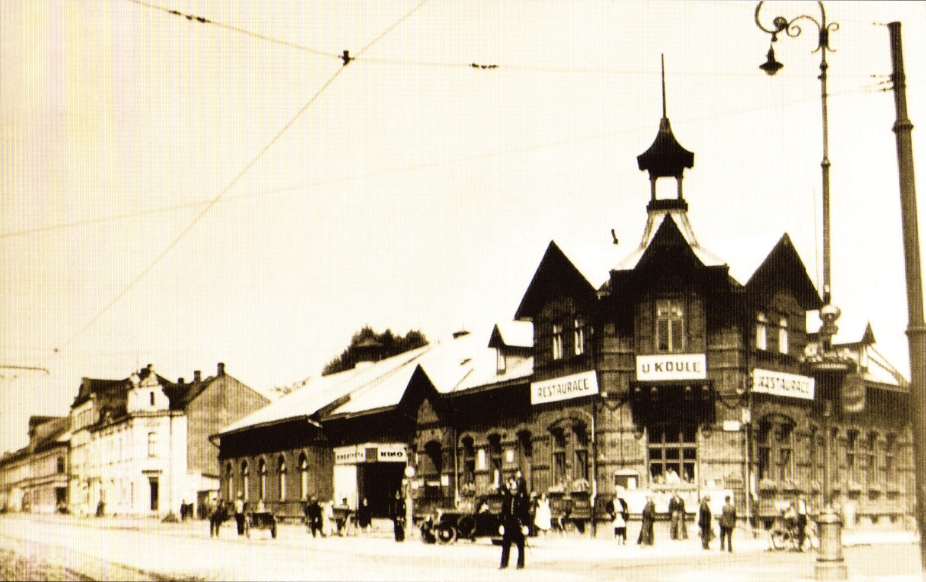
Hostinec u Koule, cca 1930

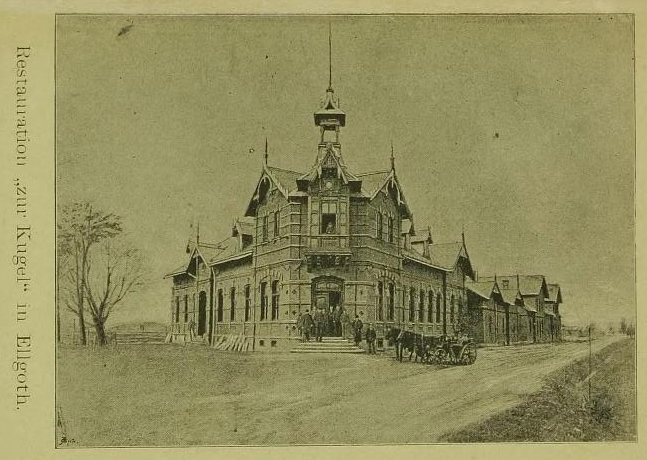
Hotel u Koule Čertova Lhotka, krátce po otevření, 1889

Hostincem U koule (v místním dialektu známější spíše jako U kule) se nazýval dům s výčepem stojící od roku 1888 v Čertově Lhotě, později také Lhotce u Moravské Ostravy, dnes ostravská čtvrť Mariánské Hory). V letech 1927 - 1955 dům sloužil také jako kino. V roce 1960 byl zbořen.

## Založení hostince
Hostinec U koule stál při říšské silnici z Moravské Ostravy směrem do Opavy ve Lhotce, což bylo na nároží dnešních ulic 28. října (tehdejší Palackého) a Přemyslovců v Mariánských Horách. Byl postaven Clemensem Hladischem, který byl významným moravskoostravským stavitelem té doby (mimo jiné se podílel na projektu kostela Božského Spasitele a regulaci řeky Ostravice). Clemens Hladisch byl také projektantem, stavitelem i majitelem tohoto hostince v jedné osobě. Po jeho dostavění v roce 1888 zažádal o koncesi k provozování hostinského zařízení v tomto domě s odůvodněním, že se jedná o první opravdový hostinec v této obci.
Hostinec měl velmi výhodnou polohu, neboť ležel nedaleko dynamicky se rozvíjejících železáren ve Vítkovicích, a mohl být proto hojně navštěvován obyvateli Moravské Ostravy i Vítkovic. Architektonicky se jednalo o velmi členitou stavbu z režného cihlového zdiva. Osobnost stavitele připomínaly iniciály C. H. v zakončení stříšky nad arkýřem.

## Další provoz
Majitel Clemens Hladisch se ještě roku 1888 rozhodl pronajmout lokál zkušenému židovskému hostinskému Samueli Offnerovi, což se setkalo s počátečním odporem místního obecního výboru. V roce 1908 dům s hostincem koupilo Stavební a podnikatelské sdružení v Mariánských Horách spolu s hostinskou koncesí, kterou po celou dobu své existence (až do roku 1950) propachtovávalo různým nájemcům.
V průběhu času se vyskytovaly různé problémy s úrovní podniku provozovaným různými nájemci. V roce 1936 společnost již uvažovala o uzavření hostince z důvodu vedení soudního sporu s jedním z nájemců.
Součástí budovy byl rovněž velký sál pronajímaný k různým účelům, který byl v roce 1927 přebudován na kino s názvem Osvěta (původně bylo toto kino v sousedním objektu), od roku 1941 se jmenovalo Adria.
Sál a zahrada objektu byly často využívány k důležitým místním společenským akcím, zvláště těm, které pořádala místní sociální demokracie. V říjnu 1893 zde proběhla ustavující schůze ostravského hornického odborového spolku „Prokop“ pod vedením Petra Cingra.

## Zánik objektu

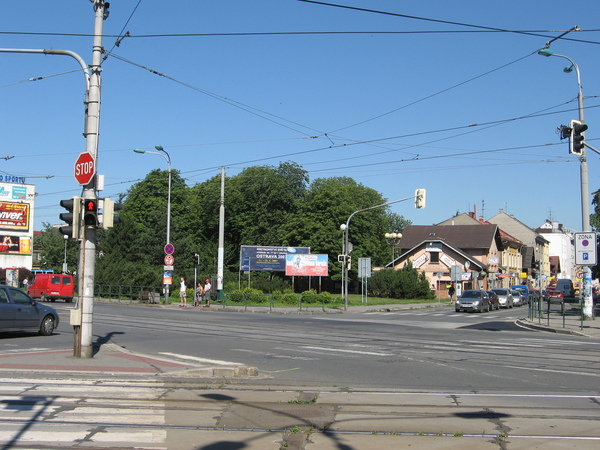
Místo, kde stával hostinec, v dnešní podobě.

Provoz kina skončil v roce 1955 a od té doby zůstal objekt nevyužitý. V roce 1960 byl celý objekt demolován. Přestože místo, kde ležel hostinec U koule, je stále vysoce frekventované, zůstalo dodnes nezastavěné.